# Meike Gehring
Meike Gehring (* 17. November 1985 in Emsdetten) ist eine deutsche Fernsehmoderatorin und Journalistin.

## Leben und Karriere
Gehring studierte von 2006 bis 2011 Soziologie, Anglistik und Germanistik an der Universität zu Köln. Während des Studiums arbeitete sie beim Studentenradio und machte Stationen bei Sat.1, RTL, ZDF und WDR. Danach war sie als Reporterin und Redakteurin bei Punkt 12 und Guten Morgen Deutschland in Köln tätig. In diesen Sendungen stellte sie den Zuschauern in ihrer eigenen Reiserubrik die Metropolen Europas vor und berichtete live von der Berlin Fashion Week. 
2015 wechselte sie zu den RTLZWEI News nach Berlin, wo sie das Lifestyle-Gesicht der Sendung wurde und als Reporterin auch in den Bereichen News, Politik, Sport, Unterhaltung und V.I.P. berichtete. Unter anderem berichtete sie live von der FDP während der Bundestagswahl 2017 und von der Fanmeile Berlin während der Fußball-Weltmeisterschaft 2018.
Von 2018 bis 2020 war sie Moderatorin der RTLZWEI News. Außerdem moderiert sie die Musikshow The Dome bei RTL II und präsentierte im November 2018 die Show The Dome-Comeback an der Seite von Giovanni Zarrella, Julia Krüger und Lisa und Lena.

## TV-Auftritte
- 2015–2018: RTLZWEI News (Reporterin)
- 2018–2020: RTLZWEI News (Moderation)
- 2018: The Dome (Co-Moderation)